# Хофман, Изабелла
Изабе́лла Хо́фман (англ. Isabella Hofmann; род. 11 декабря 1958, Чикаго) — американская актриса.

## Биография
Окончила школу в городе Ист-Трой (Висконсин). Выступала с чикагской комик-труппой The Second City до прихода на телевидение. Впервые на экране появилась в 1986 году. С тех пор снялась во множестве телесериалов и художественных фильмов для телевидения. Была замужем за актёром Стивеном Мемелом (1988—1994). В 1995—2005 годах жила в гражданском браке с актёром Дэниэлом Болдуином, в 1996 году у них родился сын Аттикус.

## Избранная фильмография
- 1987 — Мэтлок / Matlock
- 1994—1997 — Убойный отдел / Homicide: Life on the Street — лейтенант Меган Рассерт
- 1994 — Человек эпохи Возрождения / Renaissance Man
- 1996 — Извращённая страсть / Twisted Desire
- 1997 — Отец-одиночка / Unwed Father
- 2000 — Остаться в живых / Sole Survivor
- 2002—2004 — Военные следователи / JAG
- 2004 — Как стать принцессой-2 / The Princess Diaries 2: Royal Engagement
- 2007 — Пандемия / Pandemic
- 2011 — Мыслить как преступник / Кэролайн
- 2017 — Michael Jackson: Searching for Neverland